# 수륙양용기
수륙양용기(水陸兩用機)는 땅과 물 위에서 이륙과 착륙을 할 수 있는 항공기다. 고정익 수륙양용기는 부판과 접개들이 바퀴를 가지고 있는 수상기(비행정과 수상 비행기)다. 이런 비행기는 땅이나 물만을 위해 설계된 비행기에 비해 추가적인 무게와 복잡성, 감소된 활동 범위와 연료 효율을 수반한다. 어떤 수륙양용기들은 스키처럼 사용되고 바퀴를 넣은 채 눈이나 얼음 위로 착륙할 수 있게 해주는 강화된 용골을 가지고 있다. 그리고 그들은 만능 이륙기라 불린다.

## 같이 보기
- 수륙양용차
- 비행정
- 수상기
- 무인 항공기